# Drag Me Down
"Drag Me Down" é uma canção da boyband anglo-irlandesa One Direction, gravada para seu quinto álbum de estúdio Made in the A.M. (2015). Foi composta e produzida por John Ryan e Julian Bunetta, com escrita adicional por Jamie Scott. O seu lançamento como o primeiro single do trabalho ocorreu digitalmente em 31 de julho de 2015 através das gravadoras Syco e Columbia, servindo também como a primeira faixa da banda lançada após a saída do ex-integrante Zayn Malik. A faixa está presente na trilha sonora da telenovela Totalmente Demais (2015).

## Faixas e formatos
| Download digital |                |         |  |
| N.º              | Título         | Duração |  |
| 1.               | "Drag Me Down" | 3:12    |  |

## Desempenho nas tabelas musicais

### Posições
| Tabela musical (2015)                                  | Melhor posição |
| ------------------------------------------------------ | -------------- |
| África do Sul (Entertainment Monitoring Africa)        | 4              |
| Alemanha (Media Control Charts)                        | 10             |
| Austrália (ARIA Charts)                                | 1              |
| Áustria (Ö3 Austria Top 40)                            | 1              |
| Bélgica (Ultratop 50 de Flandres)                      | 5              |
| Bélgica (Ultratop 40 da Valônia)                       | 4              |
| Canadá (Canadian Hot 100)                              | 4              |
| Escócia (The Official Charts Company)                  | 1              |
| Eslováquia (IFPI Slovenská Republika)                  | 52             |
| Espanha (Productores de Música de España)              | 2              |
| Estados Unidos (Billboard Hot 100)                     | 3              |
| Estados Unidos (Pop Songs)                             | 6              |
| Estados Unidos (Adult Pop Songs)                       | 23             |
| Finlândia (IFPI Finlândia)                             | 3              |
| França (Syndicat National de l'Édition Phonographique) | 1              |
| Grécia (Greece Digital Songs)                          | 1              |
| Hungria (Magyar Hanglemezkiadók Szövetsége)            | 1              |
| Irlanda (Irish Recorded Music Association)             | 1              |
| Itália (Federazione Industria Musicale Italiana)       | 4              |
| Japão (Japan Hot 100)                                  | 22             |
| Líbano (The Official Lebanese Top 20)                  | 5              |
| Luxemburgo (Luxembourg Digital Songs)                  | 3              |
| México (Mexico Ingles Airplay)                         | 49             |
| Nova Zelândia (NZ Top 40 Singles)                      | 1              |
| Noruega (VG-lista)                                     | 20             |
| Países Baixos (MegaCharts)                             | 5              |
| Portugal (Portugal Digital Songs)                      | 1              |
| Reino Unido (UK Singles Chart)                         | 1              |
| Suécia (Sverigetopplistan)                             | 6              |
| Suíça (Schweizer Hitparade)                            | 2              |
| União Europeia (Euro Digital Songs)                    | 3              |

### Certificações
| País (Empresa)             | Certificação |
| -------------------------- | ------------ |
| Austrália (ARIA)           | Ouro         |
| Canadá (Music Canada)      | Ouro         |
| Dinamarca (IFPI Dinamarca) | Ouro         |
| Itália (FIMI)              | Platina      |
| Nova Zelândia (RMNZ)       | Ouro         |
| Reino Unido (BPI)          | Prata        |
| Suécia (GLF)               | Platina      |

## Histórico de lançamento
| País  | Data                | Formato          | Gravadora      |
| ----- | ------------------- | ---------------- | -------------- |
| Mundo | 31 de julho de 2015 | Download digital | Syco, Columbia |